# Michail Ivanovič Chilkov
Michail Ivanovič Chilkov (in russo Михаил Иванович Хилков?; Tver', 18 dicembre 1834 – San Pietroburgo, 8 marzo 1909) è stato un politico e principe russo.
Fu ministro delle Opere Sociali, del Commercio e dell'Agricoltura della Bulgaria nel 1882–1885 nonché ministro delle Comunicazioni dell'Impero russo nel 1895–1905. Chilkov supervisionò i treni-ospedali durante la guerra russo-turca (1877-1878), la costruzione della ferrovia trans-caspica e della ferrovia transiberiana.

## Biografia
Chilkov era membro di una antica famiglia di principi dell'impero, e sua madre era amica della zarina Alexandra Feodorovna. Diplomatosi nel corpo dei paggi di corte nel 1853, prestò servizio nel reggimento Semenovsky sino al 1857. Nel 1860 intraprese un viaggio di due anni in Europa ed in America. Secondo il politico Sergei Witte, dopo le riforme per l'emancipazione del 1861 distribuì volontariamente le sue terre tra i contadini che lavoravano per lui, rimanendo virtualmente "senza un soldo". Al suo ritorno in Russia prestò servizio come giudice di pace e, due anni dopo, si recò nuovamente in America, iniziando a lavorare come operaio nella Anglo-American Transatlantic Railroad Company (in Nord America). In quattro anni, Chilkov raggiunse la posizione di direttore di una sezione; lavorò per quasi un anno in una fabbrica di locomotive di Liverpool e durante quel periodo ottenne un incarico presso la ferrovia Kursk-Kiev, spostandosi poi al tratto Mosca-Ryazan. Il suo impegno a favore delle moderne tecnologie gli valse l'amicizia della zarina Maria Feodorovna. Secondo Sergei Witte, l'imperatrice notò in particolare l'impegno di Chilkov a favore dei treni ospedale durante la guerra russo-turca del 1877-1878 e supportò la sua nomina a ministro delle ferrovie.
Nel 1880 il generale Annenkov nominò Chilkov capo di un settore dell'organizzazione per la costruzione della ferrovia transcaspica. All'inizio del 1882 però, su richiesta del neonato governo bulgaro, divenne ministro delle Opere Sociali, del Commercio e dell'Agricoltura in Bulgaria, contribuendo significativamente al progresso economico del paese. Nel 1885 Chilkov tornò in Russia e si impegnò nuovamente a favore della ferrovia transcaspica, venendo nominato nel 1892 dal governo quale direttore della ferrovia della Privislyanskaya nella Polonia russa, e venendo incaricato della superivisione delle tratte Samara-Zlatoust, Orenburg, Orël-Gryazi e Livenskaya; nel 1894 divenne capo ispettore delle ferrovie nazionali.
Consigliere di Stato, il principe Michail Chilkov venne nominato quindi direttore del ministero delle comunicazioni per decreto imperiale del 4 gennaio 1905 ed il 2 aprile di quello stesso anno venne confermato nel ruolo di ministro dei Trasporti e delle Comunicazioni. Con questo incarico ebbe modo di sovrintendere la costruzione della ferrovia transiberiana, durante gli anni delicati della guerra russo-giapponese.

### La rivoluzione del 1905

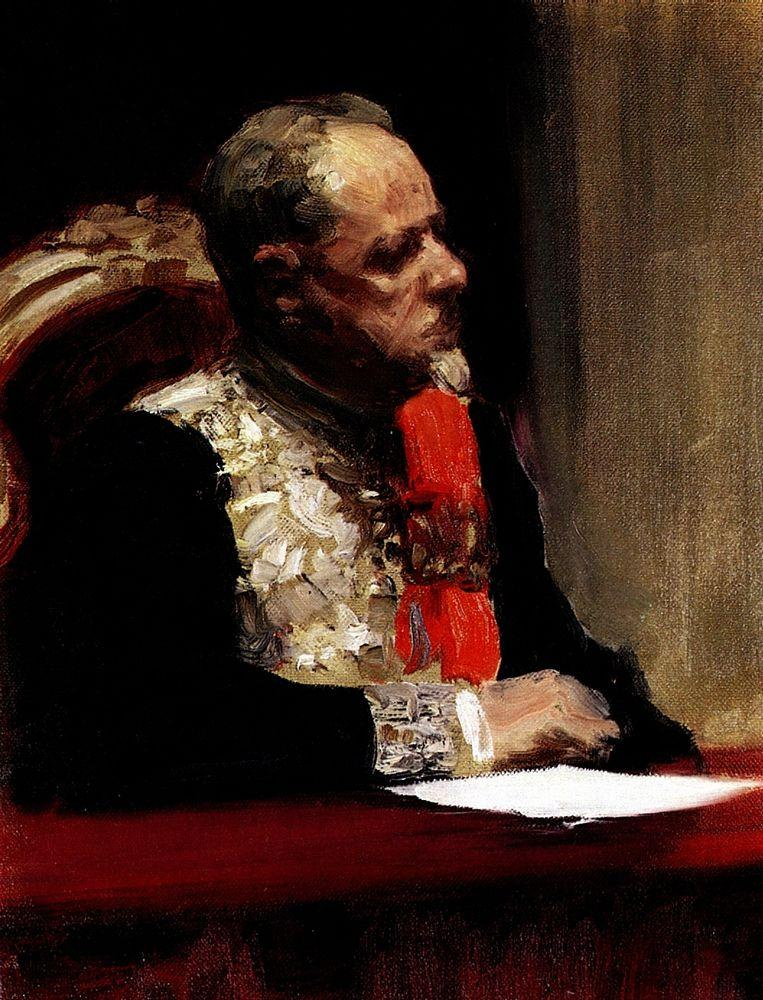
Il principe Chilkov in un dipinto di Ilya Repin

Allo scoppio della rivoluzione russa del 1905, i lavoratori delle ferrovie fecero presenti le loro esigenze e le loro rimostranze a Chilkov in maniera pacifica. L'8 febbraio 1905 Chilkov decretò la durata della giornata lavorativa di nove ore per gli addetti delle ferrovie, facendo spesso concessioni extra per quanto temporanee. La risposta parziale alle richieste ricevute però procurò uno sciopero generale delle ferrovie russe. A marzo del 1905, Chilkov organizzò un'ulteriore conferenza ed offrì nuovi vantaggi per i lavoratori. Il 24 maggio propose la creazione di un fondo pensionistico per i ferrovieri gestito dai rappresentanti regionali della corporazione.
Gli scioperi continuarono per tutta l'estate e nell'ottobre del 1905 portarono ad uno sciopero generale che chiedeva un nuovo governo democraticamente eletto. Chilkov tentò di mediare la crisi coi rappresentanti dei lavoratori a Mosca, ma finì solo per infastidirli ulteriormente. Quando la legge marziale venne estesa anche ai lavoratori delle ferrovie, disse di non essere al corrente del provvedimento. Tornò a San Pietroburgo in carrozza dal momento che le ferrovie erano bloccate. Incapace di bloccare gli scioperi, Chilkov diede le proprie dimissioni il 25 ottobre 1905 e si ritirò a vita privata, spegnendosi nella capitale russa nel 1909.